# Nedeczky Ferenc (alispán)
Dunanedeczei és lábatlani Nedeczky Ferenc (1696.–Vért, 1768. február 2.), királyi tanácsos, királyi táblai ülnök, Komárom vármegye alispánja, táblabíró, földbirtokos.

## Élete
Az ősi nemesi származású dunanedeczei és lábatlani Nedeczky család sarja. Édesapja dunanedeczei és lábatlani Nedeczky Mihály (1656–1710) Komárom vármegye főjegyzője, földbirtokos, édesanyja nagybaráti Huszár Zsuzsanna volt. Az apai nagyszülei Nedeczky István, földbirtokos és béládi Bozor Ilona voltak. Az anyai nagyszülei nagybaráti Huszár István, földbirtokos és Fabriczius Magdolna voltak. Nedeczky Mihály és fivére Nedeczky Sándor 1702. március 8-án I. Lipót magyar királytól földbirtokadományt szerzett Lábatlanra; onnantól fogva Nedeczky Mihály leszármazottjai a "lábatlani" nemesi előnevet kezdték használni. Nedeczky Mihályné Huszár Zsuzsanna révén  a Komárom vármegyei a karvai, dunaradványi, virti, piszkei és dunanedecei földbirtokok is a Nedeczky család kezébe kerültek. Huszár István még 1647. március 26-án királyi adományt szerzett a fent említett birtokokra.
Tanulmányai végzése után, Nedeczky Ferenc, hosszú ideig a vármegye közigazgatásával foglalkozott. Az 1741. évi diétán szolgabíróként tevékenykedett. 1744-ben Nedeczky Ferenc lett Komárom vármegye másodalispánja. Az 1751. évi országgyűlésen helyettes alispánként képviselte Komárom vármegyét. 1753-ban Nedeczky Ferenc Komárom vármegye első alispánja lett; 1758 február 10-én Nedeczky Ferenc az alispáni tisztségéről leköszönt és a Királyi Táblára került, ahol nyugalmazásáig tevékenykedett.

## Házassága és gyermekei
Nedeczky Ferenc házastársa a tekintélyes római katolikus nemesi származású beniczi és micsinyei Beniczky családból való beniczi és micsinyei Beniczky Johanna (1706.–Vért, 1783. november 16.) lett, akinek a szülei beniczi és micsinyei Beniczky István (1670–1758), Turóc vármegye alispánja, követe, földbirtokos és Zahorák Mária Anna (1679–1757) voltak. Az anyai nagyszülei nemes Zahorák Ádám, földbirtokos és olgyai Olgyay Borbála voltak. Nedeczky Ferenc és Beniczky Johanna frigyéből több gyermek született:
- dunanedeczei és lábatlani Nedeczky András (Komárom, 1727. november 30.–Csór, 1775. május 24.), Komárom vármegye alispánja, királyi táblai ülnök, kancelláriai tanácsos, a Szent István rend lovagja, földbirtokos. Neje: felsőbüki Nagy Ágnes (Sitke, 1727. május 9.)
- dunanedeczei és lábatlani Nedeczky Pál (Komárom, 1729. január 17.–Vért, 1790. május 11.), földbirtokos. Nőtlen.
- dunanedeczei és lábatlani Nedeczky Lajos (Komárom, 1735. április 8.–Komárom, 1742. március 3.)
- dunanedeczei és lábatlani Nedeczky Kristóf Ignác (Komárom, 1736. október 14.–Csór, 1772. január 20.), hadnagy, földbirtokos. Neje: románfalvi Fejérváry Katalin (†Csór, 1803. január 14.),
- dunanedeczei és lábatlani Nedeczky Anna (Komárom, 1739. február 2.–Komárom, 1740. december 13.)
- dunanedeczei és lábatlani Nedeczky Zsuzsanna (Komárom, 1740. szeptember 16.–Komárom, 1742. március 9.)
- dunanedeczei és lábatlani Nedeczky Ferenc (Komárom, 1742. december 4.–Vért, 1814. május 4.), földbirtokos. Neje: gyerkényi Pyber Zsófia (1752–Vért, 1819. augusztus 29.)
- dunanedeczei és lábatlani Nedeczky Borbála (1743–Vért, 1802. február 2.). Hajadon.
- dunanedeczei és lábatlani Nedeczky Magdolna Anna (Udvard, 1745. február 24.). Férje: nagybossányi Bossányi András (Ürmény, 1735. november 30.–Komárom, 1785. április 6.), Komárom vármegye alispánja, földbirtokos.
- dunanedeczei és lábatlani Nedeczky Lajos (Komárom, 1747. július 12.–Komárom, 1747. augusztus 31.)